# Casmara agronoma
Casmara agronoma är en fjärilsart som beskrevs av Edward Meyrick 1931. Casmara agronoma ingår i släktet Casmara och familjen praktmalar, Oecophoridae. Inga underarter finns listade i Catalogue of Life.